# 木更津市立清見台小学校
木更津市立清見台小学校(きさらづしりつきよみだいしょうがっこう)は千葉県木更津市清見台南1丁目にある市立小学校。

## 沿革
- 1970年（昭和45年）
  - 4月6日 - 開校。当時は、第1学年から第4学年の15学級編成。
  - 8月29日 - 第1期校舎が完成し、現在地に移転。
- 1971年（昭和46年）
  - 8月20日 - 第2期校舎完成。
  - 9月20日 - 給食施設完成。
- 1972年（昭和47年）5月1日 - 6学年・33学級編成となる。
- 1973年（昭和48年）2月28日 - 体育館完成。
- 1974年（昭和49年）5月1日 - 祇園小学校へ、第1学年から第4学年までの15学級分離。
- 1975年（昭和50年）7月26日 - プール完成。
- 1979年（昭和54年）4月3日 - 請西小学校へ、第2学年から第4学年までの93名分離。
- 1981年（昭和56年）3月25日 - 鉄筋2階建校舎増築完成。
- 1982年（昭和57年）4月1日 - 特別支援学級開設。
- 1987年（昭和62年）3月20日 - 運動場暗渠排水整備工事完了。
- 1989年（平成元年）
  - 3月20日 - 校門及び門扉改修。
  - 11月22日 - 創立20周年記念事業実施。
- 1993年（平成5年）12月1日 - 体育館の暗幕を新調。
- 1995年（平成7年）9月13日 - 南校舎南側外壁改修工事完了。
- 1996年（平成8年）11月13日 - 校庭フェンス改修工事完了。
- 1997年（平成9年）10月30日 - 北校舎西側トイレ改修工事完了。
- 1998年（平成10年）
  - 8月26日 - 給食室改修工事（衛生設備）完了。
  - 11月15日 - 体育トレイ設置工事完了。
  - 11月20日 - 創立30周年記念事業実施。
- 2007年（平成19年）12月1日 - 校舎耐震工事第1期校時完了。
- 2008年（平成20年）10月9日 - 校舎耐震工事第2期校時完了。
- 2009年（平成21年） - 創立40周年記念事業実施。
- 2013年（平成25年）6月1日 - プール解体。
- 2014年（平成26年）3月31日 - 新体育館完成。
- 2015年（平成27年）2月27日 - 新プール完成。
- 2018年（平成30年）4月1日 - 千葉県オリンピック・パラリンピック教育推進校に指定。東京2020オリンピック/パラリンピック教育実施校。ようい、ドン!スクール。
- 2019年（平成31年） - 創立50周年。

## 通学区域
- 東太田（1丁目～4丁目）、太田（1丁目(8番～15番)、2丁目～4丁目）、清見台（2丁目・3丁目）、清見台南（1丁目～5丁目）[1]

## 進学先中学校
- 木更津市立太田中学校

## 学校周辺
- 学校法人清見台学園清見台幼稚園 - 進級前幼稚園のひとつ
- 木更津市立太田中学校 - 主な進学先中学校
- 清見台中央通り

## 交通
- 日東交通「清見台南」バス停下車後、徒歩約425m・約7分

## その他
- 2021年（令和3年）9月5日夜に行われた、2020東京パラリンピック閉会式で、『I'm POSSIBLEアワード 開催国最優秀賞』を受賞した[2][3]。